# آدم ماتيسيك
آدم ماتيسيك (بالبولندية: Adam Matysek) (مواليد 19 يوليو 1968) هو لاعب كرة قدم. يلعب مع منتخب بولندا لكرة القدم. سبق له أن لعب في كأس العالم لكرة القدم مع منتخب بلاده.

## روابط خارجية
- آدم ماتيسيك على موقع قاعدة بيانات كرة القدم.إي يو (الإنجليزية)
- آدم ماتيسيك على موقع قاعدة بيانات كرة القدم.إي يو (الإنجليزية)
- آدم ماتيسيك على موقع بيانات كرة القدم. دي إي (الألمانية)
- آدم ماتيسيك على موقع ناشيونال فوتبول تيمز (الإنجليزية)
- آدم ماتيسيك على موقع عالم كرة القدم.نت (الإنجليزية)